# Domenichino

Muerte de San Pedro mártir. Pinacoteca Nazionale de Bolonia.

Domenico Zampieri, más conocido como Domenichino (Bolonia, 21 de octubre de 1581-Nápoles, 15 de abril de 1641) fue un pintor italiano barroco del clasicismo romano-boloñés.

## Biografía
Nacido en Bolonia, hijo de un zapatero, fue en sus inicios aprendiz de Denys Calvaert. Pronto le dejaría para trabajar en la Accademia degli Incamminati de los hermanos Carracci. Al trasladarse a Roma en 1601, se convirtió en uno de los aprendices más talentosos del círculo de Annibale Carracci, y trabajó junto a grandes contemporáneos como Albani y Guido Reni, así como también junto con rivales como Lanfranco. Debido a su estatura, recibió el apodo de Domenichino («pequeño Domingo»).

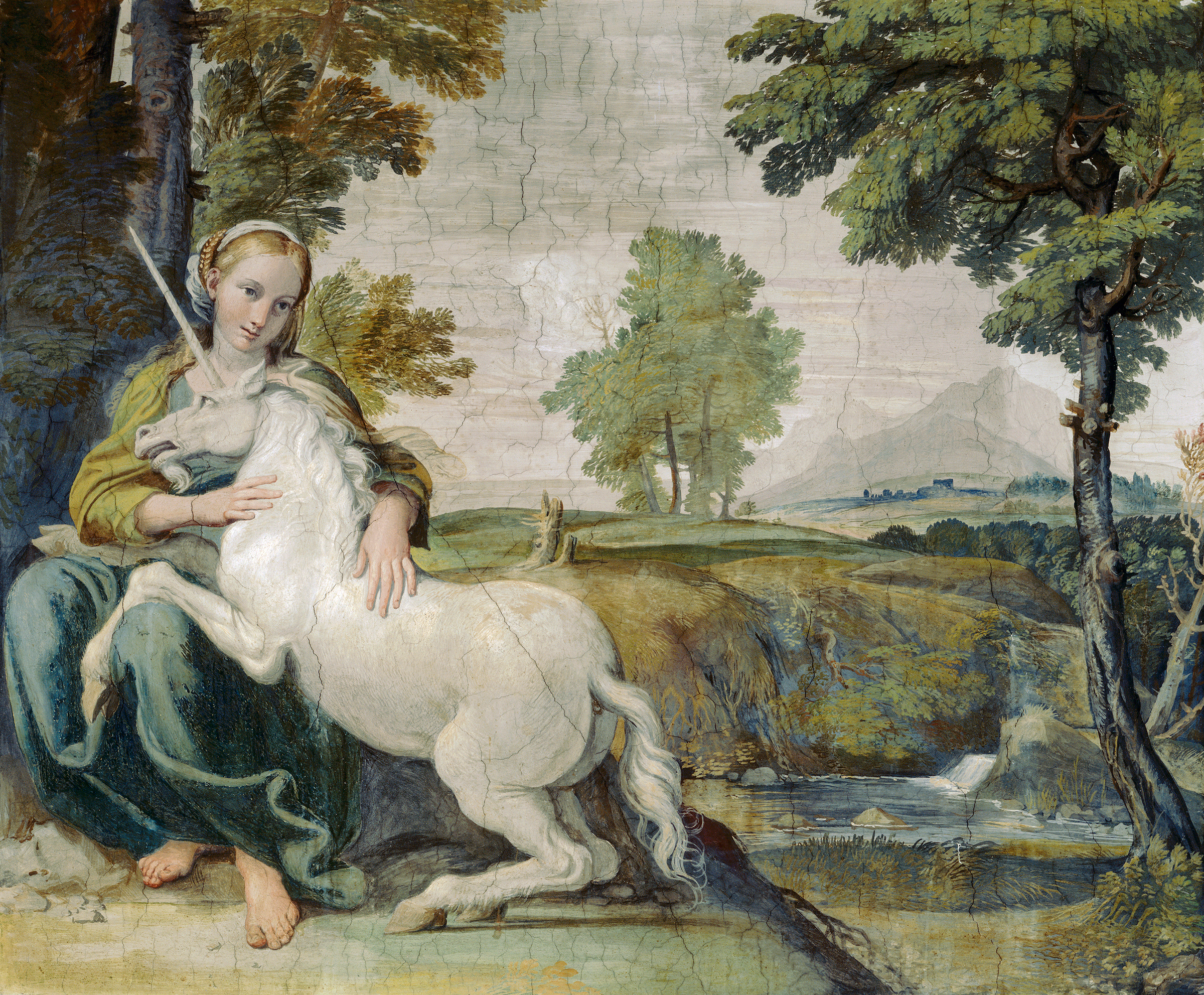
La dama y el unicornio, fresco en el Palacio Farnesio de Roma, obra probable de Domenichino, h. 1602.

El mural de La dama y el unicornio en la serie de frescos de Annibale Carracci titulada Los amores de los dioses (Palacio Farnesio de Roma) se atribuye a Domenichino. También en el Palacio Farnesio pintó tres paisajes mitológicos, en la Loggia del Giardino (Galería del Jardín).
Con el apoyo de monseñor Giovanni Battista Agguchi, el maggiordomo del cardenal Aldobrandini y más tarde Gregorio XV, y el hermano de Giovanni, el cardenal Girolamo Agguchi, Domenichino obtuvo el encargo para la Capilla dei Santissimi Fondatori en la basílica medieval de Grottaferrata (1608-10) a unos kilómetros a las afueras de Roma, y donde el abad titular era Odoardo Farnese. También le encargaron frescos para la iglesia de Sant'Onofrio. Albani procuró que participara en la decoración del Palacio Mattei (1606-07) y Villa Odescalchi en Bassano di Sutri (hoy Bassano Romano). Reni trabajó con él en frescos del Oratorio di Sant'Andrea y en la iglesia de San Gregorio Magno. Se rumoreó que cuando pintaba el mural de La flagelación de san Andrés en la citada iglesia, Domenichino actuaba con tanta pasión, usando palabras y acciones amenazantes, que Annibale Carracci sorprendiéndole, exclamó con alegría: «Hoy, mi querido Domenichino, tú me enseñas a mí».

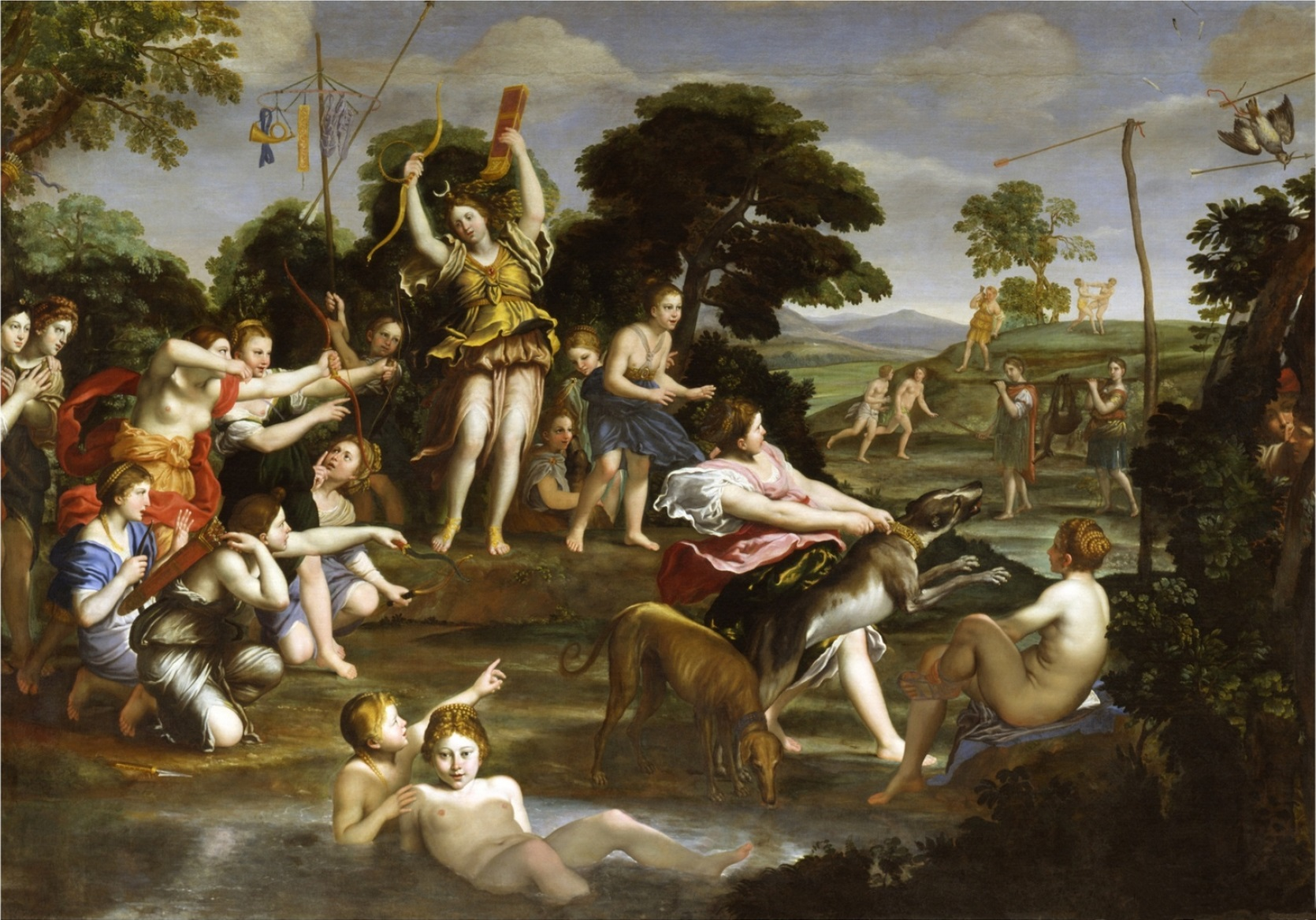
La cacería de Diana, cuadro de Domenichino en la Galería Borghese de Roma.

Después de la muerte de Annibale en 1609, la escena artística romana estaba dominada por los discípulos del maestro. Los siguientes encargos para Domenichino fueron escenas al fresco de la vida de Santa Cecilia para la Capilla Polet de San Luis de los Franceses (1613-1614). Domenichino pintó al fresco en San Silvestro al Quirinale, San Carlo ai Catinari, Santa María en Trastevere, San Andrés della Valle y Santa Maria della Vittoria en Roma, así como en la Villa Aldobrandini de Frascati.
Sus trabajos en la citada basílica de San Andrés no tuvieron el éxito esperado, y Domenichino vio decaer su estimación. Optó por trasladarse a Nápoles, donde siguió trabajando, y allí falleció.
Tanto Annibale como Domenichino estuvieron entre los pocos artistas del paisaje en el Barroco romano temprano, e influirían en Claude Lorrain en el siguiente.
La presencia de obras de Domenichino en colecciones españolas si bien no es extensa es de gran calidad, El Museo del Prado cuenta con cuatro obras suyas (dos de temática religiosa: El Sacrificio de Isaac y Aparición de los ángeles a San Jerónimo) y dos dibujos. No muy lejos de allí, la Real Academia de Bellas Artes de San Fernando conserva una Cabeza del Bautista, fue regalada a la Academia por el infante Francisco de Paula de Borbón.

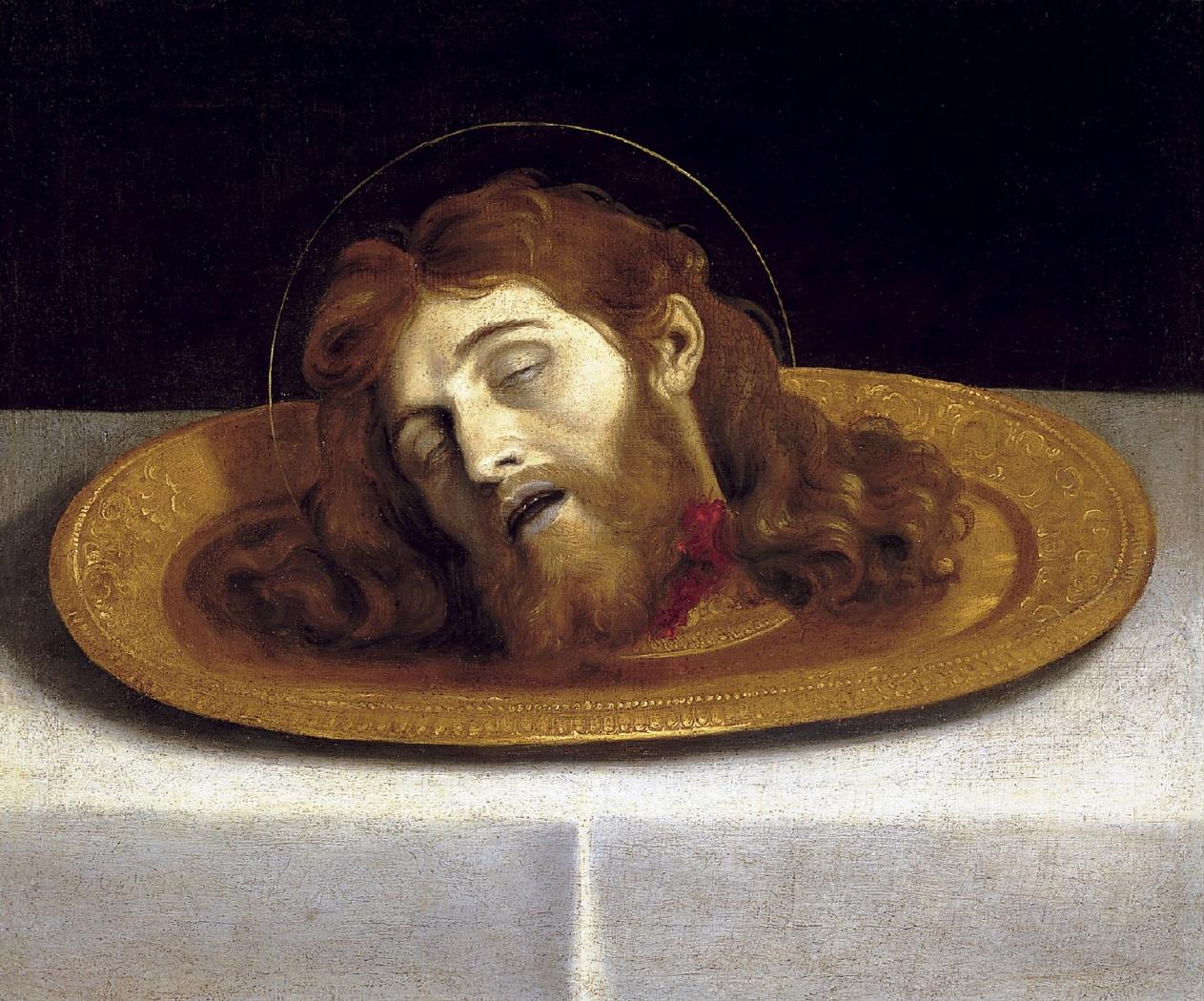
La Cabeza del Bautista, Real Academia de Bellas Artes de San Fernando, Madrid.

## Obras
- Adoración de los pastores (Domenichino)
- Ángel de la Guarda (Domenichino)
- Frescos en la capilla del Tesoro di San Gennaro
- La última comunión de San Jerónimo (Domenichino)